# Euryaulax breviuscula
Euryaulax breviuscula är en insektsart som först beskrevs av Jacobi 1921.  Euryaulax breviuscula ingår i släktet Euryaulax och familjen spottstritar. Inga underarter finns listade i Catalogue of Life.